# موسیقی مجلسی

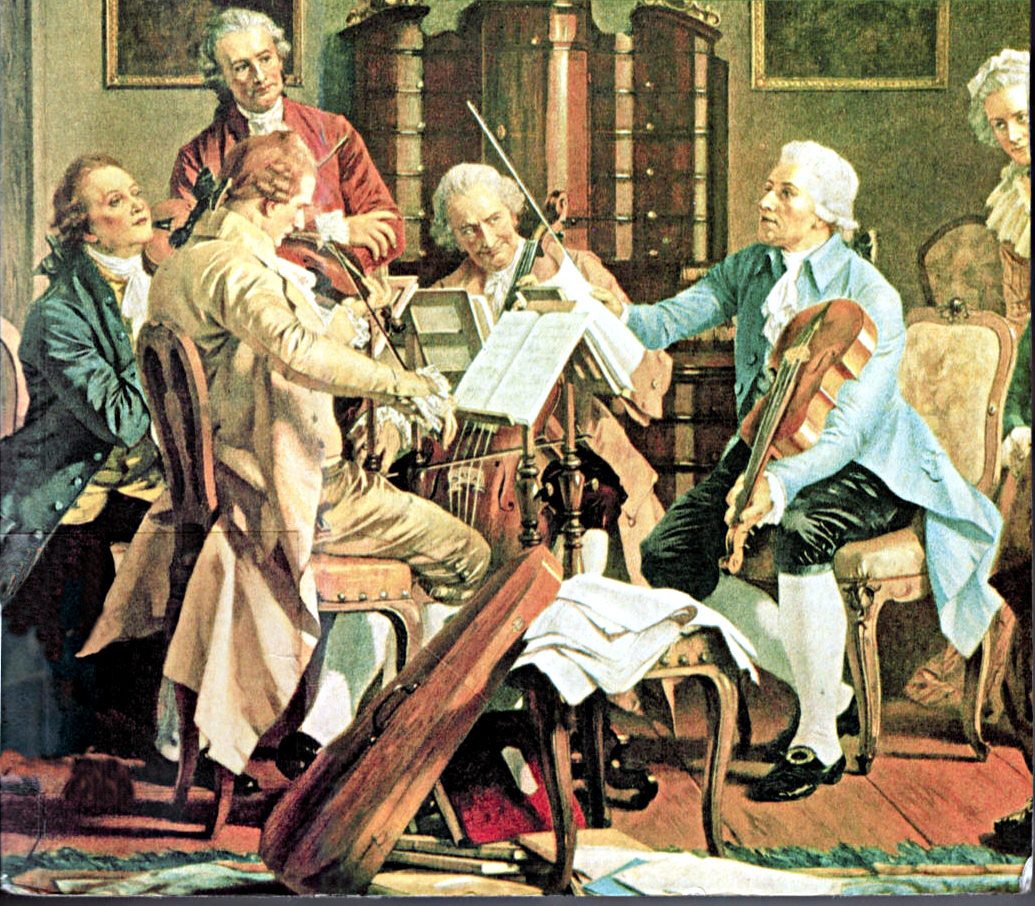
نقاشی‌ای که یوزف هایدن را درحال اجرای یکی از کوارتت‌های زهی‌اش نشان می‌دهد

موسیقی مجلسی (به انگلیسی: chamber music) فرمی در موسیقی کلاسیک است که برای تعداد کمی ساز (معمولاً دو تا هشت ساز) تصنیف می‌شود. موسیقی مجلسی از گذشته برای اجرا در محیط کوچکی مانند یک خانه یا یک اتاق ساخته می‌شده‌است؛ برخلاف گونه‌های دیگرِ موسیقی که برای اجرا در تالار یا کلیسا ساخته می‌شوند.
آهنگسازان بسیاری، از دورهٔ باروک تا سدهٔ بیستم میلادی، آثاری در این فرم از خود برجای گذارده‌اند. کوارتت‌های زهی بتهوون از نمونه‌های برجستهٔ موسیقی مجلسی هستند.

## اصطلاح‌ها
- دونوازی، دوسرایی، دوتایی، دوئِت یا دوئو: قطعه‌ای برای دو ساز (یکسان یا متفاوت)
- سه‌نوازی، سه‌نوازی یا تریو یا سه‌سرایی: قطعه‌ای برای سه ساز یا سه خواننده
- چارنوازی، چارسرایی، چارتایی یا کوارتِت: قطعه‌ای برای چهار ساز یا چهار خواننده
- پنج‌نوازی، پنج‌سرایی، پنج‌تایی یا کوئینتِت: قطعه‌ای برای پنج ساز
- شش‌نوازی، شش‌سرایی، شش‌تایی یا سِکستِت: قطعه‌ای برای شش ساز
- هفت‌نوازی، هفت‌سرایی، هفت‌تایی یا سِپتِت: قطعه‌ای برای هفت ساز
- هشت‌نوازی، هشت‌سرایی، هشت‌تایی یا اُکتِت: قطعه‌ای برای هشت ساز
- نه‌نوازی، نُه‌سرایی، نُه‌تایی یا نونِت: قطعه‌ای برای نه ساز
- ده‌نوازی، ده‌سرایی، ده‌تایی یا دِکِت: قطعه‌ای برای ده ساز